# Erioptera ablusa
Erioptera ablusa är en tvåvingeart som beskrevs av Alexander 1958. Erioptera ablusa ingår i släktet Erioptera och familjen småharkrankar. Inga underarter finns listade i Catalogue of Life.